# Élections législatives de 1946 dans l'Yonne
Les Élections législatives françaises de 1946 se tiennent le 10 novembre. Ce sont les premières élections législatives de la Quatrième république, après l'adoption lors du référendum du 13 octobre d'une nouvelle constitution.

## Mode de scrutin
L'Assemblée nationale est composée de 618 sièges pourvus au scrutin proportionnel plurinominal suivant la règle de la plus forte moyenne dans le cadre départemental, sans panachage. 
Le vote préférentiel est admis, en inscrivant un numéro d'ordre en face du nom d'un, de plusieurs ou de tous les candidats de la liste. Mais l'ordre ne pourra être modifié que si au moins la moitié des suffrages portés sur la liste est numéroté. Dans les faits les modifications ne dépasseront jamais les 7%.
Dans le département de l'Yonne, quatre députés sont à élire.

## Élus
| Député sortant   | Parti | Parti | Député élu ou réélu | Parti | Parti |
| ---------------- | ----- | ----- | ------------------- | ----- | ----- |
| Prosper Môquet   |       | PCF   | Prosper Môquet      |       | PCF   |
| Gérard Vée       |       | SFIO  | Gérard Vée          |       | SFIO  |
| Jean Moreau      |       | PRL   | Jean Moreau         |       | RI    |
| Georges Schiever |       | RI    | Jean Chamant        |       | RI    |

## Résultats

### Résultats à l'échelle du département
| Parti    | Parti                                          | Tête de liste  | Résultats | Résultats | Sièges |  |
| Parti    | Parti                                          | Tête de liste  | Voix      | %         |        |  |
| -------- | ---------------------------------------------- | -------------- | --------- | --------- | ------ |  |
|          | Républicains indépendants                      | Jean Moreau    | 49 955    | 38,78     | 2      |  |
|          | Parti communiste français                      | Prosper Môquet | 37 655    | 29,23     | 1      |  |
|          | Section française de l'Internationale ouvrière | Gérard Vée     | 25 176    | 19,54     | 1      |  |
|          | Mouvement républicain populaire                | Roger Millot   | 16 034    | 12,45     | -      |  |
|          |                                                |                |           |           |        |  |
| Inscrits | Inscrits                                       | Inscrits       | 170 512   | 100,00    | 4      |  |
| Votants  | Votants                                        | Votants        | 131 474   | 77,11     |        |  |
| Exprimés | Exprimés                                       | Exprimés       | 128 820   | 97,98     |        |  |